# Agencia Espacial de Luxemburgo
La Agencia Espacial de Luxemburgo (LSA) es la agencia espacial nacional del Gran Ducado de Luxemburgo. Fue fundada el 12 de septiembre de 2018 por el ministro de Economía de Luxemburgo, Étienne Schneider.

## Objetivo
El objetivo de la Agencia Espacial de Luxemburgo es utilizar fondos estatales de Luxemburgo para proporcionar apoyo financiero a empresas privadas, empresas emergentes y otras organizaciones activas en el campo de la exploración espacial, especialmente aquellas que trabajen en la minería de asteroides.